# Catuti
Catuti is een gemeente in de Braziliaanse deelstaat Minas Gerais. De gemeente telt 5.473 inwoners (schatting 2009).

## Aangrenzende gemeenten
De gemeente grenst aan Mato Verde, Monte Azul en Pai Pedro.